# John Worrall
John Worrall (Leigh, Reino Unido, 27 de noviembre de 1946) es un filósofo británico, profesor de Filosofía de la Ciencia de la Escuela de Economía de Londres. También se encuentra vinculado al Centro para la Filosofía de la Ciencia Natural y Social de la misma institución.

## Educación
Worrall asistió a la Escuela de Gramática de Leigh (Lancashire). Al principió pretendía unirse a la corriente de becas de la escuela para solicitar la admisión en la Universidad de Oxbridge. Posteriormente explicó su cambio de postura diciendo que eso habría implicado un año más en Leigh, algo que de ningún modo podía aceptar. Así, tras recibir una única y breve sesión de asesoramiento profesional, decidió solicitar la admisión en la Escuela de Economía de Londres "para estudiar estadísticas matemáticas y ejercer como actuario [...] sin saber nada de lo que hacían los actuarios" (dado que estos tenían un salario medio muy elevado). 
Como estudiante de primer año de la Escuela de Economía de Londres, eligió el módulo de Introducción a la Lógica de Alan Musgrave como  única unidad optativa. Esta elección también incluyó una serie de conferencias opcionales impartidas por Karl Popper, a las que Worrall asistió y de las que más tarde dijo: "la mayoría de mis compañeros de lógica dejaron pronto de asistir. Pero yo estaba enganchado a ellas". Como consecuencia de su interés, Worrall cambió sus estudios de Estadística por los de Filosofía. Fue el único estudiante de su curso que eligió la opción de Lógica Matemática, cuyo tutor era Imre Lakatos. Así describió Worrall este hecho: "me consiguió todo tipo de permisos especiales para continuar estudiando matemáticas y estadísticas junto a la filosofía. Me elaboró una exigente lista de tareas, que incluía conocer Set Theory and Logic, de Stoll, y What is Mathematics?, de Robbins, y me dijo que no volviera a verlo hasta que no hubiera completado el trabajo de la lista. Pienso que él creía que no volvería a verme. Cuando lo hizo (poco después de las Navidades), me tachó de monstruo esperanzado y, desde entonces, se interesó mucho por mis estudios y por mi temprana carrera académica. Estudiar su obra Proofs and Refutations fue el principal evento intelectual de mis estudios universitarios".

## Carrera
Worrall continuó su formación bajo la dirección de Lakatos, haciendo progresar la metodología de los programas de investigación científica a través de su estudio de la óptica del siglo XIX. Se le conoce por resucitar la teoría del realismo estructural en la Filosofía de la Ciencia, una perspectiva que él mismo asocia a Henri Poincaré. Ha publicado importantes trabajos relacionados con la Filosofía de la medicina, ha publicado en revistas y antologías y editó las obras recopiladas de Imre Lakatos y el volumen The Ontology of Science (1994). Fue editor jefe de British Journal for the Philosophy of Science desde 1974 hasta 1983. Ha supervisado a numerosos filósofos, como Jeremy Howick, Jeffrey J. Ketland o Ioannis Votsis. 
En febrero del año 2007, Worrall fue uno de los invitados al programa In Our Time, de la BBC Radio 4, para discutir acerca de las teorías y el legado de Karl Popper. En la misma radio discutió la teoría de la falsación de Popper, en un episodio de A History of Ideas transmitido el 5 de agosto de 2015.
Worrall fue el presidente de la British Society for the Philosophy of Science en 2010/1 y vicepresidente en 2015/15.

## Publicaciones selectas (en inglés)
- Underdetermination, Realism and Empirical Equivalence, Synthese, Vol 80/2, 2011, pp. 157-172.
- Miracles and Models: Why reports of the death of Structural Realism may be exaggerated, Royal Institute of Philosophy Supplements, Volume 82, Supplement 61, October 2007, pp. 125-154.
- History and Theory-Confirmation in J. Worrall and C. Cheyne (eds.), Rationality and Reality: Conversations with Alan Musgrave. Kluwer Academic Publishers, 2006, pp. 31-61.
- Why Science Discredits Religion in M. Peterson and R. Vanarragon (eds.), Contemporary Debates in Philosophy of Religion. Blackwell, 2004.
- Normal Science and Dogmatism, Paradigms and Progress: Kuhn versus Popper and Lakatos in T. Nickles (ed.): Thomas Kuhn. Cambridge University Press, 2003.
- What Evidence in Evidence-Based Medicine, Philosophy of Science, September 2002 (with E. Scerri).
- Prediction and the periodic table, Studies in the History and Philosophy of Science Vol 32/3, 2001.
- Kuhn, Bayes and "Theory-Choice": How Revolutionary is Kuhn's Account of Theoretical Change? in R. Nola and H. Sankey (eds.): After Popper, Kuhn and Feyerabend: Recent Issues in Theories of Scientific Method, 2000.
- The Scope, Limits and Distinctiveness of the Method of "Deduction from the Phenomena": Some Lessons from Newton's "Demonstrations" in Optics, The British Journal for the Philosophy of Science, 2000.
- "Structural Realism: the Best of Both Worlds" in D. Papineau (ed.), The Philosophy of Science (Oxford 1996).
- Routledge Encyclopaedia of Philosophy (Subject Editor for Philosophy of Science), (Routledge, 1998).
- Philosophy and Natural Science in A. C. Grayling (ed.), Philosophy 2. Further through the subject (Oxford University Press, 1998).
- Revolution in Permanence": Karl Popper on theory-change in science, Karl Popper: Problems and Philosophy (CUP, 1995).
- The Ontology of Science, ed. (Dartmouth Publishing Co, 1994).